# 徐州耶稣圣心主教座堂
徐州耶稣圣心主教座堂是位于江苏省徐州市青年东路的一座大型天主教堂，天主教徐州教区的主教座堂。
19世纪末，德国圣言会在山东南部积极传教，使天主教在该地区迅速扩展。天主教在相邻的江苏省徐州府也得到很大发展，但江苏省的传教工作由法国耶稣会负责的江南代牧区主持，主教座堂设在上海。紧靠山东边界的丰县、砀山等县出现全村入教的村庄。
1910年，法国传教士艾赉沃出资，德籍传教士，建筑师吴若瑟设计，在徐州府城内修建了总面积1200平方米的罗马式大教堂，东西宽25米，南北进深52米，高14.5米；钟楼。外墙以青砖、青石构筑，屋面为中国传统的抬梁或重檐结构，而室内则券成穹窿顶。路南对面为修女院。
1931年，成立加拿大耶稣会负责的徐州宗座监牧区，于是耶稣圣心堂升为主教座堂。1935年徐州监牧区升为宗座代牧区。1946年中国天主教实行圣统制，正式升为徐州教区。目前，徐州教区共有大约四万多名教友。
1995年，被列为江苏省文物保护单位。